# سباستین تلیه

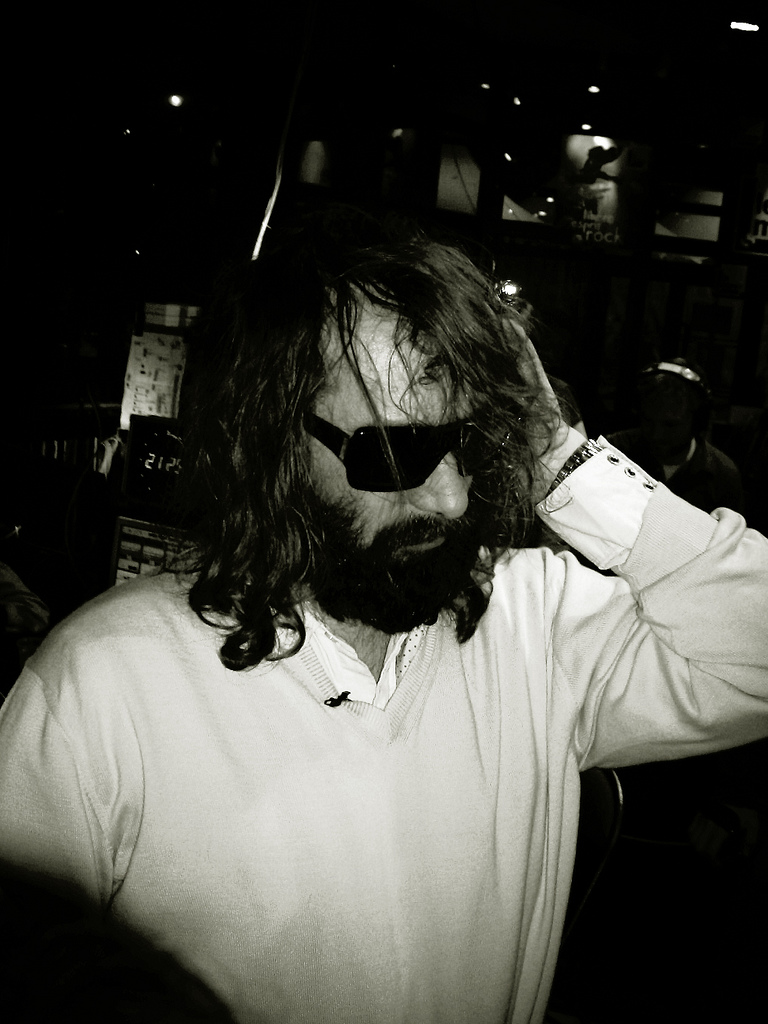

سباستین تلیِه (به فرانسوی: Sébastien Tellier) متولد ۱۹۷۴ پاریس، آهنگساز موسیقی الکترونیکی فرانسویست.
معروفترین اثر او را شاید بتوان آهنگ‌های La Ritournelle و Roche دانست.
از آهنگ‌های او در فیلم‌هایی همچون گمشده در ترجمه (فیلم) و بتی زشت (سریال تلویزیونی) استفاده شده است.
آهنگ Divine او در یوروویژن ۲۰۰۸ برای نمایندگی فرانسه انتخاب شد.

## دیسکوگرافی
- L'incroyable Vérité ۲۰۰۱
- Politics ۲۰۰۴
- Narco, Original Soundtrack ۲۰۰۴
- Sessions ۲۰۰۶
- Universe ۲۰۰۶
- Sexuality ۲۰۰۸